# Armstrong Platform
Armstrong Platform är en platå i Antarktis. Den ligger i Östantarktis. Nya Zeeland gör anspråk på området.